# Leptauchenia
Genre
Leptauchenia est un genre fossile d’herbivores terrestres de la famille des Merycoidodontidae, vivant en Amérique du Nord à l'Oligocène et au Miocène, entre −33 millions d’années et −16 millions d’années.

## Synonymes
- Brachymeryx Cope, 1877
- Chelonocephalus  Thorpe, 1921
- Cyclopidius  Cope, 1877
- Hadroleptauchenia  Schultz et Falkenbach, 1968
- Pithecistes  Cope, 1877
- Pseudocyclopidius  Schultz et Falkenbach, 1968

## Description
Animal ongulé ressemblant à un tapir pesant jusqu'à 40 kg.

## Occurrence
Au total, environ 170 spécimens fossiles ont été découverts dans l'Ouest des États-Unis.

## Liste d'espèces
- Leptauchenia decora,
- Leptauchenia lullianus,
- Leptauchenia major